# Флавий Инпортун
Флавий Инпортун (на латински: Flavius Inportunus) е римски политик по времето на остготите в Италия и управлението на Теодорих Велики през началото на 6 век.
Произлиза от аристократичната фамилия Деции и е син на Флавий Цецина Деций Максим Василий Младши (консул 480 г.). Брат е на Фауст Албин (консул 493 г.), Флавий Авиен (консул 501 г.) и Флавий Теодор (консул 505 г.).
През 509 г. той е консул без колега. Между 509 и 512 г. Импортун има ранг на patricius.
През есента на 525 г. той придружава с брат си Теодор и Агапит папа Йоан I до Равена при Теодорих с молба да смекчи политиката си с католическата църква. След това Импортун е изпратен от Теодорих заедно с папата и други владици до Константинопол при Юстин I. След завръщането им в Равена Импортун и други са затворени от Теодорих през началото на май 526 г. След това няма сведения за него.